# Урбано ратовање
Урбано ратовање је ратовање у урбаним срединама као што су градови. Урбано ратовање се разликује од ратовања на отвореном и на оперативном и на тактичком нивоу. Фактори који отежавају урбано ратовање укључују присуство цивила и сложеност урбаног терена. Борбене операције у урбаним срединама могу се спроводити да би се искористиле стратешке или тактичке предности повезане са поседовањем или контролом одређеног урбаног подручја или да би се те предности ускратиле непријатељу. Сматра се да је то вероватно најтежи облик ратовања.
Борбе у урбаним срединама негирају предности које једна страна може имати у односу на другу у оклопу, тешкој артиљерији или ваздушној подршци. Заседе које постављају мале групе војника са ручним противтенковским оружјем могу уништити читаве колоне модерног оклопа (као у Првој бици код Грозног), док се артиљерија и ваздушна подршка могу озбиљно смањити ако „надређена“ страна жели да ограничи цивилне жртве што је више могуће, али страна која се брани не (или чак користи цивиле као људски штит).
Неке цивиле је можда тешко разликовати од таквих бораца као што су наоружане милиције и банде, а посебно појединаца који једноставно покушавају да заштите своје домове од нападача. Тактике су компликоване тродимензионалним окружењем, ограниченим видним пољем и ватром због зграда, побољшаним прикривањем и заклоном за браниоце, подземном инфраструктуром и лакоћом постављања замки за мине и снајпера.

## Војна терминологија
Историјски гледано, Оружане снаге САД називале су урбано ратовање UO (урбане операције),  али је овај термин у великој мери замењен са MOUT (војне операције на урбаном терену).
Термини британских оружаних снага су OBUA (операције у насељеним подручјима), FIBUA (борбе у насељеним подручјима), или понекад (колоквијално) FISH (борба у нечијој кући), или FISH and CHIPS (борба у нечијој кући и изазивање пустоши на улицама/јавним просторима).
Термин FOFO (борбе у утврђеним циљевима) односи се на чишћење непријатељског особља са уских и укопаних места као што су бункери, ровови и упоришта; демонтажа рудника и жица; и обезбеђење упоришта у непријатељским областима.
Израелске одбрамбене снаге називају урбано ратовање לש"ב (изговара се LASHAB ), хебрејски акроним за ратовање на урбаном терену. LASHAB у ИОС-у укључује тактике великих размера (као што је употреба тешких оклопних транспортера, оклопних булдожера, беспилотних летелица за обавештајне послове, итд.), блиске борбе за борбене снаге (како мали тим пешадијских војника треба да се бори у блиским и изграђеним просторима). ИОС-ов LASHAB је развијен углавном последњих деценија, након што је Либански рат 1982. укључио урбани рат у Бејруту и либанским селима, а даље је развијен током Друге интифаде (2000–2005) у којој су војници ИОС-а улазили и борили се у палестинским градовима, селима и избегличким камповима. ИОС има напредни објекат за обуку војника и јединица у урбаном ратовању. 

## Урбане операције
Урбане војне операције у Другом светском рату често су се ослањале на велике количине артиљеријског бомбардовања и ваздушне подршке, од копнених ловаца до тешких бомбардера. На европском ратишту, отприлике 40% битака се одвијало у урбаним срединама. У неким посебно окрутним градским биткама као што су Стаљинград и Варшава, коришћено је сво оружје без обзира на последице.
Војни историчар Виктор Дејвис Хансон приметио је смртоносност урбаног ратовања у Другом светском рату: „Када су се цивили сусрели са војницима у скученим пределима, број погинулих је скочио, и није било изненађење да је највећи покољ Другог светског рата — у Лењинграду и Стаљинграду — био резултат напора да се јуриша на општинске тврђаве“.
Међутим, приликом ослобађања окупиране територије често је примењивана одређена суздржаност, посебно у урбаним срединама. На пример, канадске операције и у Ортони и у Гронингену избегавале су употребу артиљерије да би се поштедели цивили и зграде, и током битке код Маниле 1945. године, генерал Даглас Макартур је првобитно забранио артиљерију и ваздушне ударе како би спасао животе цивила.
Војне снаге су везане законима ратовања који регулишу војну потребу на количину силе која се може применити приликом напада на област у којој се зна да има цивила. До 1970-их, ово је било обухваћено ИВ Хашком конвенцијом из 1907. – Закони и обичаји ратовања на копну која посебно укључује чланове 25–27. Ово је од тада допуњено Додатним протоколима уз Женевске конвенције од 12. августа 1949. који се односе на заштиту жртава међународних и немеђународних оружаних сукоба.
Понекад разлика и пропорционалност, као у случају Канађана у Ортони, узрокују да се нападачка сила уздржи од употребе силе коју може када нападне град. У другим случајевима, као што су битка за Стаљинград и битка за Берлин, обе војне снаге су разматрале евакуацију цивила само да би то сматрале непрактичним.
Када су руске снаге напале Грозни 1999. године, спровеле су масовну артиљеријску кампању и бомбардовање из ваздуха у покушају да потчине град. Руска копнена војска је решила питање цивилних жртава тако што је поставила ултиматум позивајући грађане да оду или буду уништени без милости. Леци бачени на град гласе: „Опкољени сте, сви путеви ка Грозном су блокирани... Особе које остану у граду сматраће се терористима и разбојницима и биће уништене артиљеријом и авијацијом. Неће бити даљих преговора. Сви који не напусте град биће уништени'.
Борбе у урбаном окружењу могу понудити неке предности слабијим одбрамбеним снагама или герилским борцима кроз губитке изазване заседом. Војска која напада мора чешће да има три димензије, и сходно томе да троши веће количине људства да обезбеди безброј структура и планина рушевина.
Конструкције од армираног бетона уништавају се тешким бомбардовањем, али је веома тешко потпуно срушити такав објекат када је добро брањен. Совјетске снаге су морале да се боре собу по собу док су браниле челичану Црвени октобар током битке за Стаљинград и 1945. године, током трке за заузимање Рајхстага, упркос тешком бомбардовању артиљеријом из близине (укључујући хаубице 203 мм).
Такође је тешко уништити подземне или јако утврђене структуре као што су бункери и комунални тунели; Током опсаде Будимпеште 1944. године избиле су борбе у канализацији, јер су их и силе Осовине и совјетске трупе користиле за кретање трупа.
Аналитичари расправљају о обиму и величини урбаних битака у савременом времену, јер је мало вероватно да ће одговарати размерама битака у Другом светском рату. На пример, професор Мајкл К. Деш наводи да, иако „огромне снаге ангажоване на обе стране у тим биткама можда никада више неће бити виђене у градским биткама високог интензитета“, да „велики број погинулих и рањених наглашава основну чињеницу да је такав сукоб изузетно смртоносан“, позивајући се на битке код Стаљинграда и Берлина. У чланку Института за модерни рат наводи се да, иако се лекције могу извући из Стаљинграда, на крају „Стаљинград се одиграо у позоришту са великим бројем армијских група са укупно милион војника укључених на свакој страни; мало је вероватно да ће се модерне армије борити са овим бројем“.
Многи аналитичари, као што су бивши генерал америчке војске и командант Корпуса маринаца Сједињених Држава, Чарлс К. Крулак, и пензионисани војни официр и председавајући студија урбаног ратовања на Институту за модерни рат, Џон Спенсер, предвидели су да ће урбано ратовање постати норма у ратовима. Спенсер је потврдио да је то тачно у чланку из 2024. године, дајући списак бројних урбаних битака само у последњим деценијама 21. века, међу којима су Фалуџа, Садр Сити, Мосул, Рака, Марави, а сада Бахмут, Маријупољ и Кан Јунис 2020. године. Године 2023, аналитичар Микаел Вајсман је тврдио да је широко договорено да ће урбани рат бити „бојна поља сутрашњице“.

## Урбана тактика ратовања
Карактеристике просечног града укључују високе зграде, уске уличице, канализационе тунеле и можда систем метроа. Браниоци могу имати предност детаљног познавања локалног подручја, све до распореда унутар зграда и начина путовања који нису приказани на мапама.
Зграде могу да обезбеде одличне снајперске стубове, док су улице пуне рушевина идеалне за постављање замки за мине. Браниоци могу да се крећу из једног дела града у други неоткривени користећи тунеле и заседе.
У међувремену, нападачи имају тенденцију да постану изложенији од браниоца јер морају чешће да користе отворене улице, неупућени у тајне и скривене руте бранилаца. Током претреса од куће до куће нападач је често изложен и на улици.

## Цитати
1. ↑  Pike 2002.
2. ↑  Spencer, John (4. 3. 2020). „The City Is Not Neutral: Why Urban Warfare Is So Hard”. Modern War Institute (на језику: енглески). Приступљено 2024-02-24.
3. 1 2  Weissmann, Mikael (2023). „Urban Warfare: Challenges of Military Operations on Tomorrow's Battlefield”. ISBN 978-0-19-285742-2. doi:10.1093/oso/9780192857422.003.0007. Приступљено 2024-02-21.
4. ↑  War in the Streets. The Story of Urban Combat from Calais to Khafji. by Colonel Michael. Dewar Hardcover – January 1, 1992 ( 978-0-7153-9477-9)
5. ↑  Wahlman, Alec (2015). Storming the City: U.S. Military Performance in Urban Warfare from World War II to Vietnam. University of North Texas Press. стр. 99. ISBN 978-1-57441-619-0.
6. ↑  Bowyer, Richard (2004). Dictionary of Military Terms (3 изд.). Bloomsbury Publishing. стр. 162.
7. ↑  Sengupta, Kim (24. 3. 2008). „The final battle for Basra is near, says Iraqi general”. The Independent. London. Приступљено 2008-04-11.
8. ↑  Hunter, Chris (2009), Eight Lives Down: The Most Dangerous Job in the World in the Most Dangerous Place in the World (Delta Trade Paperback изд.), Random House, стр. 204, ISBN 978-0-553-38528-1 Непознати параметар |orig-date= игнорисан (помоћ)
9. ↑  „FOFO.”. Архивирано из оригинала 07. 02. 2016. г. Приступљено 09. 04. 2025. Retrieved December 7, 2007.
10. ↑  „Urban Warfare Training Center – Simulating the Modern Battle-Field”. idf.il. 26. 10. 2011.
11. ↑  YLE: Suomalaiset kuvaavat sotien jälkiä kaupungeissa – katso kuvat ja tarinat tutuilta kulmilta (in Finnish)
12. ↑  Kitfield, James C. (1. 12. 1998). „War in the Urban Jungles”. Air & Space Forces Magazine (на језику: енглески). Приступљено 2024-02-24.
13. ↑  Hanson, Victor Davis (2020). The Second World Wars: How the First Global Conflict Was Fought and Won (на језику: енглески) (Reprint изд.). New York: Basic Books. стр. 210. ISBN 978-1541674103.
14. ↑  „Ortona”. canadiansoldiers.com. Архивирано из оригинала 2008-01-09. г.
15. ↑  "In spite of the severe fighting ... great crowds of (Dutch) civilians thronged the streets (of Groningen) — apparently more excited than frightened by the sound of nearby rifle and machine-gun fire. Out of regard for these civilians, the Canadians did not shell or bomb the city, thereby accepting the possibility of delay and additional casualties" Stacey 1966
16. ↑  Beevor 2002, стр. 318.
17. 1 2  Bagrov, Yuri. „Russia Warns Civilians in Chechnya”. Associated Press. Архивирано из оригинала 2. 3. 2022. г.
18. ↑  BBC staff 1999, Russia will pay for Chechnya.
19. ↑  Beevor 2002, стр. 354,355.
20. ↑  „World War II: Siege of Budapest”. HistoryNet (на језику: енглески). 12. 6. 2006. Приступљено 2024-04-04.
21. ↑  Desch, Michael (1. 10. 2001). „Soldiers in Cities: Military Operations on Urban Terrain”. Monographs, Collaborative Studies, & IRPs. US Army War College Press.
22. ↑  Spencer, John; Geroux, Jayson (28. 6. 2021). „Urban Warfare Project Case Study #1: Battle of Stalingrad”. Modern War Institute (на језику: енглески). Приступљено 2024-02-27.
23. ↑  Spencer, John (19. 7. 2017). „The City Is the Battlefield of the Future”. WSJ (на језику: енглески). Приступљено 2024-02-28.
24. 1 2  Spencer, John (9. 2. 2024). „War Books: The Urban Battlefield of the Future”. Modern War Institute (на језику: енглески). Приступљено 2024-02-21.
25. ↑  Spencer, John; Geroux, Jayson (14. 2. 2022). „Defending the City: An Overview of Defensive Tactics from the Modern History of Urban Warfare”. Modern War Institute (на језику: енглески). Приступљено 2024-04-01.